# Everybody Digs Bill Evans
Everybody Digs Bill Evans – drugi album Billa Evansa jako leadera, wydany przez wytwórnię Riverside Records w 1959.
Płyta została nagrana w trio (fortepian, kontrabas, perkusja). Evans gra na tym albumie techniką akordów blokowych. Album został nagrany po opuszczeniu przez Evansa kwintetu Milesa Davisa (do którego powrócił w następnym roku i nagrał album Kind of Blue).

## Lista utworów
| 1.  | "Minority" (Gigi Gryce)                                           | 5:20  |
|     |                                                                   |       |
| 2.  | "Young and Foolish" (Albert Hague, Arnold Horwitt)                | 5:48  |
|     |                                                                   |       |
| 3.  | "Lucky To Be Me" (Leonard Bernstein, Betty Comden, Adolph Green)  | 3:35  |
|     |                                                                   |       |
| 4.  | "Night and Day" (Cole Porter)                                     | 7:12  |
|     |                                                                   |       |
| 5.  | "Epilogue" (Bill Evans)                                           | 0:38  |
|     |                                                                   |       |
| 6.  | "Tenderly" (Walter Gross)                                         | 3:29  |
|     |                                                                   |       |
| 7.  | "Peace Piece" (Bill Evans)                                        | 6:37  |
|     |                                                                   |       |
| 8.  | "What Is There To Say" (Vernon Duke, Yip Harburg)                 | 4:49  |
|     |                                                                   |       |
| 9.  | "Oleo" (Sonny Rollins)                                            | 4:04  |
|     |                                                                   |       |
| 10. | "Epilogue" (Bill Evans)                                           | 0:38  |
|     |                                                                   |       |
| 11. | "Some Other Time" (Leonard Bernstein, Betty Comden, Adolph Green) | 6:09  |
|     |                                                                   |       |
|     |                                                                   | 48:19 |
|     |                                                                   |       |
Utwór nr 11 został po raz pierwszy wydany na wydaniu kompaktowym Everybody Digs Bill Evans.

## Twórcy
- Bill Evans – fortepian
- Sam Jones – kontrabas
- Philly Joe Jones – perkusja